# Hieronyma macrocarpa
Espèce
Synonymes
- Hieronyma colombiana Cuatrec.[2]
- Hieronyma macrocarpa var. spruceana Müll.Arg.[2]

Statut de conservation UICN

 VU B1+2c : Vulnérable
Hieronyma macrocarpa est une espèce de plantes à fleurs du genre Hieronyma de la famille des Phyllanthaceae.

## Liste des variétés
Selon Tropicos (8 septembre 2020) (Attention liste brute contenant possiblement des synonymes) :
- variété Hieronyma macrocarpa var. macrocarpa
- variété Hieronyma macrocarpa var. moritziana Müll. Arg.
- variété Hieronyma macrocarpa var. spruceana Müll. Arg.